# Histon H1
Histon H1 je jedan od pet glavnih histonskih proteinskih familija. On je komponenta hromatina kod eukariotskih ćelija. Mada je visoko konzerviran, on poseduje najvarijabilniju histonsku sekvencu među vrstama.

## Struktura
H1 proteini poseduju centralni globularni domen, dugački C- i kratki N-terminusni rep. H1 učestvuje u pakovanju nukleozoma u visoko organizovane strukture, čiji detalji još uvek nisu rešeni.